# Холл, Уильям
Уильям Генри Холл (англ. William Henry Hall; 1842—1895) — британский военно-морской деятель, первый директор военно-морской разведки Великобритании.
Холла высоко ценил адмирал Фишер, который в начале 1880-х предложил Холла на должность командира броненосца «Несгибаемый» — одного из крупнейших кораблей Королевского военно-морского флота того времени. Эту должность ранее занимал сам Фишер, но вынужден был её оставить по болезни. Холл отклонил предложение Фишера по личным причинам. В 1882 году Холл был назначен членом Комитета внешней разведки, который в 1887 году был реорганизован в Управление военно-морской разведки, известное также как «комната 39». Первым директором Управления стал Уильям Холл, занимавший эту должность до 1889 года.
Был женат на дочери преподобного Томаса Армфилда из Армли (Лидс). Старший сын Уильяма Холла, Реджинальд Холл, также был директором Управления военно-морской разведки (1914—1919).